# Henoteism
Henoteismul sau enoteismul (Greacă εἷς θεός heis theos „un zeu”) este o formă de cult intermediară între politeism și monoteism, în care este venerată în mod special o singură divinitate, fără însă a nega existența altor divinități alături de ea. Aceste alte divinități sunt însă inferioare divinității principale, aspect pe care enoteismul îl subliniază în mod deosebit. În enoteism nu este exclusă însă posibilitatea ca celelalte divinități chiar dacă inferioare celei principale, să devină obiectul unor forme de cult. Termenul a fost inventat de către Friedrich Wilhelm Schelling (1775–1854), pentru a descrie stadiul incipient al monoteismului, însă Max Müller (1823–1900), un filolog german și orientalist, este cel care a popularizat conceptul.
Müller a pus termenul în centrul criticilor sale față de teologia vestică și de excepționalismul religios (relativ la religiile orientale), concentrându-se pe o dogmă culturală conform căreia „monoteismul” era bine definit implicit și inerent superior altor concepții despre Dumnezeu. Adepții unei religii henoteiste se pot de asemenea închina icoanelor.
Exemple de enoteism sunt culturile mistice, religia arabă preislamică, religia indoamericanilor,sau adorarea unor divinități specifice unor anumite orașe, ca de exemplu anticul Yemen Sabed.
Exemplar este și enoteismul hindus, cu cele două mari direcții, cultul Vishna și cultul Shiva, însoțite de o întreaga constelație de idoli minori, venerați în cazul unor obiceiuri regionale sau familiale.
Chiar și înlocuirea de către faraonul "eretic" Akenaton a cunoscutului panteon egiptean cu adorarea unei singure zeități, Aton,este considerată de unii drept o formă de enoteism.
Martorii lui Iehova susțin ca singurul Dumnezeu care trebuie venerat este Iehova, ei considerându-l pe Iisus Cristos un dumnezeu ca atâția alții, putând fi inclus aici chiar și Satan.
Unii susțin ca religii considerate monoteiste pot îmbrăca uneori aspecte enoteiste. Este cazul catolicismului sau a ortodoxiei, cu adorarea sfinților.